# 胡曲园
胡曲园（1905年—1993年）男，湖北江陵人，原名廷方（一作庭芳）。是中国哲学家、逻辑学家，曾任复旦大学哲学系主任、教授、博士生导师，是复旦大学哲学系的奠基人。

## 生平
1930年，胡曲园毕业于北京大学德国文学系，读书期间曾翻译马克思主义著作，是中国的马克思主义早期研究者、传播者。1937年起，胡曲园先后受聘于上海法政学院、中法私立上海法商学院、无锡国学专科学校和上海法学院；1946年任复旦大学教授，1949年任复旦大学校务委员会秘书长。1950年任新中国哲学研究会上海分会会长。
1956年，胡曲园创建复旦大学哲学系，此后至1983年间，胡曲园担任该系系主任，负责讲授中国哲学史、外国哲学史、马克思主义哲学原著等课程。主要著作为《公孙龙子注疏》《胡曲园哲学论集》，主编《哲学大辞典·马克思主义哲学卷》《形式逻辑》《辩证唯物论》等。

## 家庭
妻子陈珪如。